# Germerswang
Germerswang ist ein Gemeindeteil von Maisach im oberbayerischen Landkreis Fürstenfeldbruck. Am 1. Mai 1978 kam die bis dahin selbständige Gemeinde Germerswang mit den Ortsteilen Frauenberg und Stefansberg zu Maisach.

## Lage
Das Kirchdorf liegt circa zwei Kilometer nordwestlich von Maisach.

## Geschichte
Germerswang wurde um 780 bei der Eingliederung in das Bistum Freising genannt. 
Der Ort war auf verschiedene Lehensherren aufgeteilt. Schließlich erwarben die Wittelsbacher den größten Teil des Ortes und schenkten ihre Güter dem Kloster Ettal. Durch Tausch wurde 1746 Germerswang dem Kloster Fürstenfeld unterstellt.

## Baudenkmäler

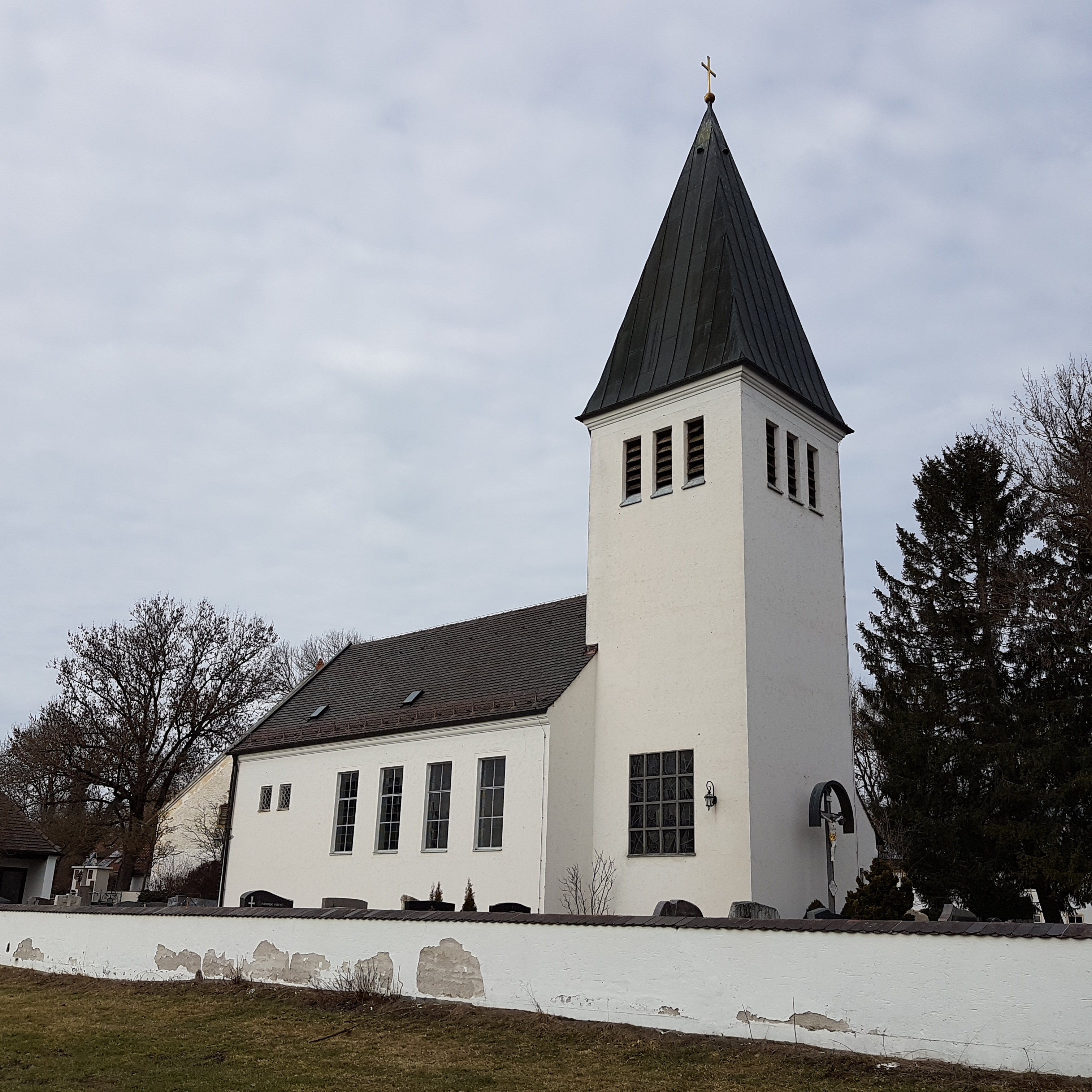
Kirche St. Michael

Siehe auch: Liste der Baudenkmäler in Germerswang
- Katholische Filialkirche St. Michael

## Bodendenkmäler
Siehe: Liste der Bodendenkmäler in Maisach